# ظرموطيات
ظُرْمُوطِيَّات (الاسم العلمي: Oniscidae)، فصيلة دويبات من القشريات متماثلات الأرجل. تضم الفصيلة ستة أجناس (Oniscus, Oroniscus, Phalloniscus, Rabdoniscus, Rodoniscus and Sardoniscus)، وهناك مراجع أخرى تضيف ثمانية أجناس أُخرى (Cerberoides, Diacara, Exalloniscus, Hanoniscus, Hiatoniscus, Hora, Krantzia وTasmanoniscus).
تتواجد بكثرة في الاماكن الرطبة لذالك قد تشير الى وجود رطوبة عالية في حال العثور عليها بالمنازل، غير انها غير مضرة ولا تشير الى وجود افات.